# Îlet Lapin
Îlet Lapin är en obebodd ö i Martinique. Den ligger i den nordöstra delen av Martinique, 28 km nordost om huvudstaden Fort-de-France.